# Sveti Rok
Rok ili Roko (fr. Saint Roch, lat. Rochus, okcit. Saint Roch; Montpellier, oko 1348. – Voghera, 15./16. kolovoza 1376./79.), svetac je Katoličke Crkve, hodočasnik, dobrotvor, zaštitnik od zaraznih bolesti (kuge, kolere i inih), zaštitnik hodočasnika, kirurga, dermatologa i ljekarnika. Spomendan mu je 16. kolovoza.

## Životopis
Rođen je oko 1348. godine u Montpellieru u bogatoj obitelji. Prema nekim pretpostavkama bio je kraljevskoga podrijetla. Prema predaji otac mu se zvao Ivan, a majka Liberija. Njegovi su roditelji duže vremena bili bez potomstva. Liberija je kasnije rodila Roka te zbog toga što je na tijelu imao mrlju u obliku križa, smatrali su da je predodređen za redovnički život. Prije nego što je napunio 20 godina ostaje bez roditelja. Nakon toga rasprodaje svoja imanja te ulazi u Treći red sv. Franje. Ubrzo kreće na hodočašće u Rim te se zaustavio u mjestu Aquapendente kako bi pomagao oboljelima od kuge.
Zbog stalnoga kontakta s oboljelima od kuge i sam se razbolio u Piacenzi. Zbog toga se sklonio u šumu gdje mu je, prema predaji, svaki dan dolazio pas noseći mu komad kruha. Zbog toga se i smatra zaštitnikom pasa i životinja. Na slikama se pokazuje sa psom i ranom na tijelu, a to je simbol njegove bolesti i povezanosti sa životinjama pa se uz Svetog Franju uzima kao njihov zaštitnik. Nakon ozdravljenja vraća se u svoj zavičaj. Bio je toliko iscrpljen od bolesti da ga sumještani nisu mogli prepoznati. Zatim su ga izveli pred suca koji je bio njegov ujak. Kako on nije povjerovao u njegovu priču dao ga je zatvoriti na 5 godina. Tada je ponovno obolio od kuge te je pronađen mrtav u zatvorskoj ćeliji. Umro je 16. kolovoza 1327. godine.

## Štovanje
Mlečani su ukrali tijelo svetoga Roka i prenijeli ga u franjevačku crkvu San Rocco.
Zaštitnikom je od zaraznih bolesti (kuge, kolere i inih), invalida i kirurga.
zaštitnik je više mjesta u Hrvatskoj: Mimice, Sveta Nedelja, Bibinje, Sveti Filip i Jakov, Virovitica, Stari Grad, Sutivan, Kreševo, Prapatnice, Klana, Benkovec, Mala Subotica, Draškovec, Lumbarda, Šepurine, Drniš, Lovinac, Sveti Rok, Jazavica, Roždanik, Galgovo, Petrakovo Brdo, Karlovec Ludbreški, Skakavac, Udovičić, Šije, Duga Resa, Medov Dolac, Zagrađe i dr.
Na hrvatskom govornom području njegov se blagdan naziva još i Rokovo ili Rokovdan. Najpoznatija proslavu u Hrvatskoj je Rokovo u Virovitici.

### Članci
- Dragić, Marko. 2013. Sveti Rok u tradicijskoj katoličkoj baštini Hrvata. Nova prisutnost. Kršćanski akademski krug. Zagreb. 11 (2): 165–182

## Vanjske poveznice
|  | Zajednički poslužitelj ima još gradiva o temi Sveti Rok |